# Tilloy-lès-Mofflaines
Tilloy-lès-Mofflaines is een gemeente in het Franse departement Pas-de-Calais (regio Hauts-de-France). De plaats maakt deel uit van het arrondissement Arras. Tilloy-lès-Mofflaines telde op 1 januari 2022 1.564 inwoners.

## Geografie
De oppervlakte van Tilloy-lès-Mofflaines bedroeg op 1 januari 2022 7,69 vierkante kilometer; de bevolkingsdichtheid was toen 203,4 inwoners per km².

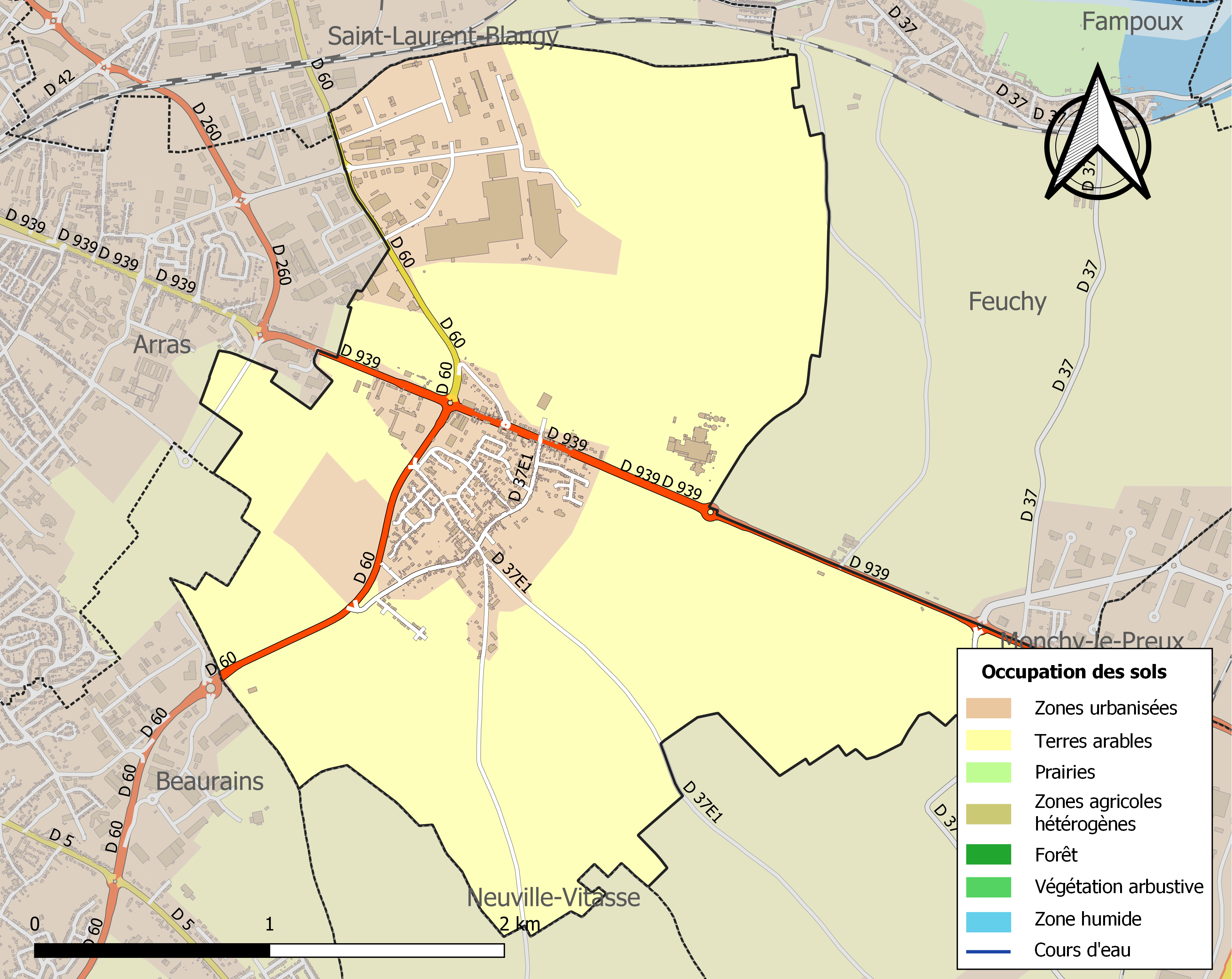
Kaart van de gemeente met belangrijkste infrastructuur, bodemgebruik en omliggende gemeenten

## Demografie
Onderstaande figuur toont het verloop van het inwonertal (bron: INSEE-tellingen).

## Britse militaire begraafplaatsen
Op het grondgebied van de gemeente bevinden zich vier Britse militaire begraafplaatsen met gesneuvelden uit de Eerste Wereldoorlog: Tilloy British Cemetery, Bunyans Cemetery, Gourock Trench Cemetery en Houdain Lane Cemetery. 